# 突尼斯护照
突尼西亞護照是突尼西亚簽發予其公民用於國外旅行的證件。

## 種類
突尼西亞護照主要分3種：
1. 普通護照：深綠色封面，簽發給一般公民，有效期5年。

1. 特殊（官方）護照（法語：passeport spécial）：勃艮第酒紅色封面，簽發給因公出國旅行的突尼西亞公民。

1. 外交護照：海軍藍色封面，簽發給突尼西亞外交人員及其家屬。

所有突尼西亞護照均符合國際民航組織（ICAO）標準。每本護照有32頁。
2003年突尼西亞簽發了第一本可機讀護照。

## 外觀
突尼西亞護照封面頂部和底部分別依次用3種語言印有國名“突尼西亞共和國”（阿拉伯語：الجمهورية التونسية）和“護照”（阿拉伯語：جواز سفر）。封面中部印有突尼斯國徽。

## 簽證要求
根据2025年1月8日发布的亨利护照指数，突尼斯护照可免签证、落地签证或电子签证入境69个国家和地区，位居世界第73。

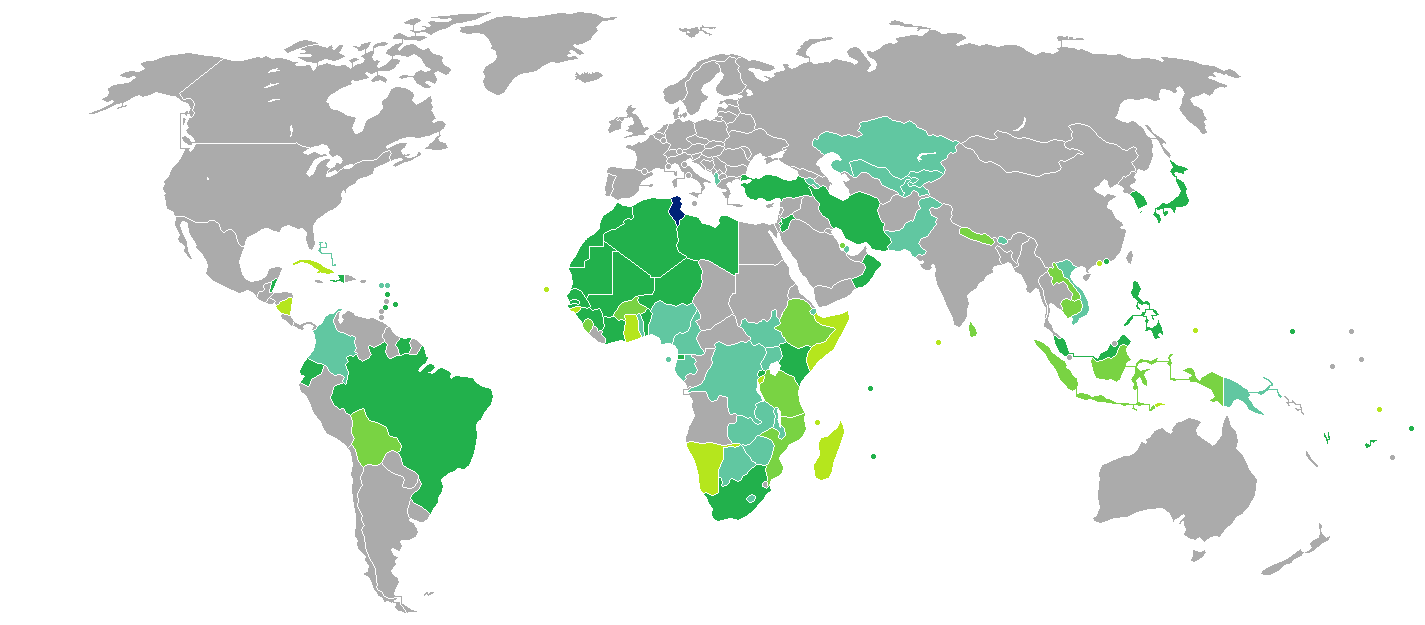
突尼西亞公民簽證要求